# 聖靈教堂 (華沙)

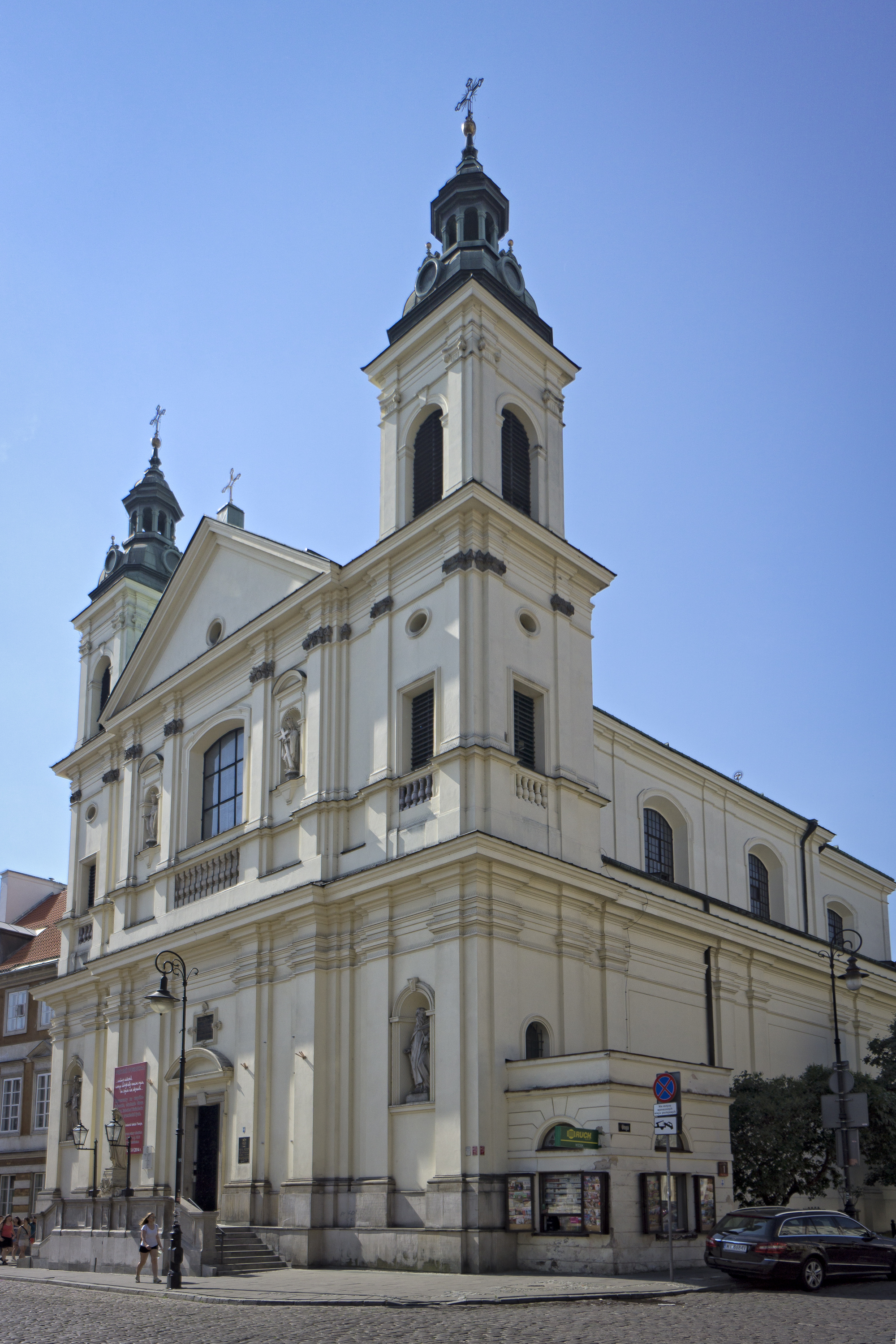
聖靈教堂

聖靈教堂（Church of the Holy Spirit）是波蘭首都華沙的一座教堂，位於華沙新城區。這座教堂最初是一座哥特式建築。1388年，這座教堂移交給華沙市。1944年，在華沙起義期間，聖靈教堂幾乎完全被德軍摧毀，只有主祭坛幸存。1956年，聖靈教堂按和二戰前相同的外觀重建。

## 外部連結
- Official site of the Paulini Kościół Św.Ducha church（页面存档备份，存于）